# Fredrik Resin
Fredrik Resin, död 19 februari 1826, var en svensk cellist.

## Biografi
Fredrik Resin var elev den 1 maj 1817. Han anställdes den 1 juli 1820 som cellist vid Kungliga hovkapellet i Stockholm och slutade där 1826. Resin avled 19 februari 1826.
Han utsågs även till klockare och organist i Lovö församling, men avled innan tillträdandet.